# Шадрах Одіамбо
Шадрах Одіамбо (англ. Peter Opiyo Odhiambo; 20 жовтня 1954) — шведський боксер угандійського походження, призер чемпіонату світу серед аматорів.

## Аматорська кар'єра
Одіамбо народився в Уганді і до 1976 року захищав її кольори. На Іграх Співдружності 1974 в категорії до 57 кг завоював срібну медаль, програвши у фіналі Едді Ндукву (Нігерія).
На Олімпійських іграх 1980 в категорії до 63,5 кг здобув перемогу над Богданом Гайда (Польща), а у 1/8 фіналу програв Ентоні Віллісу (Велика Британія).
На чемпіонаті Європи 1981 програв у другому бою Василю Шишову (СРСР).
На чемпіонаті світу 1982 завоював бронзову медаль.
- В 1/8 фіналу переміг Рафаеля Фернандеса (Іспанія) — RSCI 1
- У чвертьфіналі переміг Ярослава Полака (Чехословаччина) — 5-0
- У півфіналі програв Кім Дон Гіль (Південна Корея) — 1-4

На чемпіонаті Європи 1983 програв у першому бою Василю Шишову (СРСР).
На Олімпійських іграх 1984 в категорії до 60 кг програв у першому бою Мартіну Ндонго Ебанга (Камерун).